# Palomar 6
Palomar 6 é um aglomerado globular da constelação Ophiuchus, que pertence à auréola da Via Látea. Foi descoberto no Palomar Sky Survey por Robert G. Harrington e Fritz Zwicky.
Foi catalogado como um aglomerado  globular. Sabe-se que um dos quatro cúmulos globulares contém uma nebulosa planetária.